# Hellmut Haase-Altendorf
Hellmut Haase-Altendorf (* 17. Dezember 1912 in Chemnitz; † 14. Januar 1990 in Burladingen) war ein deutscher Komponist, Dirigent und Pianist.

## Leben und Wirken
Bereits mit sechs Jahren erhielt er privaten Musikunterricht für Klavier bei Musikdirektor Weissflog und später beim Direktor des Chemnitzer Theaters, Egelkrant. Gegen den väterlichen Widerstand studierte er an der Akademie der Tonkunst in München bei Roderich von Mojsisovics Komposition, bei Siegmund von Hausegger und Theodor Huber-Andernach Dirigieren und bei Josef Pembaur jun. Klavier. 1938 legte er das Staatsexamen als Kapellmeister ab.
Sein erstes Engagement fand er noch im gleichen Jahr als 2. Kapellmeister am Stadttheater Ingolstadt. Dort entstanden auch gleich eine größere Anzahl von Werken (Schauspielmusiken und Ballette). Die hoffnungsvolle Karriere als Theaterkapellmeister wurde durch den Zweiten Weltkrieg unterbrochen. Er leistete seinen Militärdienst in einem Musikkorps in Kempten (Allgäu) ab. Nach dem Zweiten Weltkrieg war er zunächst Konzertbegleiter und fand dann ein Engagement als musikalischer Leiter einer Wanderbühne. Nach einer Zwischenstation im Verbundtheater Reutlingen-Tübingen fand er im Oktober 1946 eine Anstellung als Kapellmeister und Korrepetitor am Staatstheater Stuttgart. Zugleich wurde er ab 1951 Dirigent des Musikverein Stadtorchester Feuerbach 1899 e. V. und von 1957 bis 1961 des Musikvereins Stadtkapelle Weil der Stadt e. V. 1961 wurde er Städtischer Musikdirektor in Ravensburg als Nachfolger von Hans Felix Husadel. Diese Position umfasste damals die Leitung eines Symphonieorchesters und der Bläserschule. Von 1978 bis 1984 dirigierte Haase-Altendorf das Landesblasorchester Baden-Württemberg, mit dem er zahlreiche seiner Werke einstudierte und aufführte. Auch im Amateurmusik-Verbandswesen war er tätig. Von 1968 bis 1986 erfüllte er beim Deutschen Volksmusikerbund und in der Bundesvereinigung Deutscher Blas- und Volksmusikverbände die Funktion des Bundesmusikdirektors.

## Werke für Blasorchester (Auswahl)
- 1963 Aufschwung Prélude
- 1963 Texas Story Suite
- 1964 Auf Schusters Rappen Ouvertüre
- 1964 Fahrendes Volk Ouvertüre
- 1964 Festlicher Tag
- 1964 Impromptu
- 1965 Kleine Konzert-Ouvertüre
- 1965 Suite für Bläser "Inzigkofen"
- 1965 Tarantella Toscana
- 1965 Variationen über ein Volkslied
- 1967 Klingende Modenschau Modernes Intermezzo
- 1970 Bon Voyage Ouvertüre
- 1970 Camping Suite
- 1972 Valse caprice
- 1974 Eisrevue Ouvertüre
- 1974 Trift Konzertstück
- 1975 Der Rattenfänger von Hameln Ouvertüre
- 1976 Partita brevis
- 1980 Kleine Serenade
- 1981 Konzert für Tenorhorn und Blasorchester
- 1988 Paraphrase über eine Volksweise (Hohenzollernlied)
- 1988 Triade
- Die Mosel Sinfonische Dichtung
- Dramatische Legende
- Epilog
- Eskapaden Ouvertüre
- Euro-Concerto
- Festakt
- Festfanfare
- Festruf
- Florian Geyer Suite für Blasorchester – Szenen aus dem Schwäbischen Bauernkrieg 1525
- Für Frieden und Freiheit
- Gelöbnis
- Geteiltes Land Symphonie
- Impression
- Intermezzo festivo
- Intrade
- Introitus
- Kanzone
- Kleine Eröffnungsmusik
- Konzert für Blasorchester
- La vita pro musica für gemischten Chor und Blasorchester
- Lebensfreude Ouvertüre
- Little Tramp Ouvertüre
- Lob und Preis der Musik
- Madrigal
- Prelude (in memoriam)
- Prolog
- Pro unitate
- Reverence classique
- Rotensia Ouvertüre
- Salut d'Honneur
- Schlossplatz-Geschichten Vorspiel zu einem Musical
- Serenade pathetique
- Silvia
- Tänzerische Spielmusik
- Trilogie
- Varieté-Zauber Musik zu einer Show
- Zwei lyrische Stücke